# テキストの密猟者たち
『テキストの密猟者たち』（テキストのみつりょうしゃたち、Textual Poachers: Television Fans & Participatory Culture）は、テレビおよびメディアの研究者であるヘンリー・ジェンキンズが1992年に発表した学術書。2025年2月の時点で日本語訳は刊行されていないが、『テキストの密猟者』、『テクストの密猟者』、『テクストの密猟者たち』などとして言及されることがある。2016年には中国語版が『文本盗猎者:电视粉丝与参与式文化』として出版されている。
『テキストの密猟者たち』は、ファン・カルチャーについて考察し、ファンたちの社会的、文化的インパクトについて検討している。
ジェンキンズは、ミシェル・ド・セルトーの著書『日常的実践のポイエティーク (L'Invention du quotidien)』に見える、個々の人々を、生産者側が提供するリソースの利用の仕方によって「消費者たち (consumers)」と「密猟者たち (poachers)」を分けて考える見方を踏まえて、「密猟 (poaching)」を定義するところから議論を展開している。ジェンキンズは、この着想を使って、「テキストの密猟者たち (textual poachers)」という用語を導入して、一部のファンたちがお気に入りのテレビ番組などのテキストを解釈する過程や、関心を寄せた部分への関与を描写し、それが、番組をより受動的に視聴し、次の事柄へと移っていく視聴者のあり方とは異なることを示した。特に、ファンたちが、彼らが「密猟」したものについて、彼ら自身が制作者/プロデューサーとなり、「メタ (meta)」評論やファン・フィクション、ファンアートなど、様々な分析的で創造的な形式/フォーマットにおいて、新たな文化的素材を創造することが明らかにされた。このようにして、ファンたちは「テキストの意味の構築や流通において活動的な参加者となる (become active participants in the construction and circulation of textual meanings)」とジェンキンズは論じている。
『テキストの密猟者たち』は、正当な学術的分野としてのファン研究の発展に非常に大きな影響を与えた。出版当時の本書は、それ自体がメディアのファンダムに関心を寄せる数多くの新たなファンたちを生み出した。『テキストの密猟者たち』は、ファンたちの振る舞いや存在を病的なものと捉えるのではなく、ファンダムを称賛したという点において、他に見られないものとなった。本書から引用された語句のいくつかは、ファンたちの間で非常に広く共有されたが、特に次の引用は、1990年代後半から2000年代前半にかけて、ファンたちが制作したウェブサイトにおいて、しばしば声明として用いられていた。「ファン・フィクションは、　
現代における神話が民衆によってではなく企業によって所有されている、という仕組みの中で生じるダメージを、修復するものである。 (Fan fiction is a way of the culture repairing the damage done in a system where contemporary myths are owned by corporations instead of owned by the folk.)」
『テキストの密猟者たち』の改訂版は、初版刊行20周年に当たった2012年に刊行された。この改訂版では、初版で表紙に用いられていたファン・アーティストであるジーン・クルーグ (Jean Kluge) による『新スタートレック』のファンアートは変更され、新たに教材として用いるためのガイドと、議論のための設問が加えられた。改訂版の表紙には、クルーグとは別の『スタートレック』のファンによる作品が、用いられた。

## 内容
『テキストの密猟者たち』は、ファンたちと参与文化について、特に『サタデー・ナイト・ライブ』、『スタートレック』、『エイリアン・ネイション』などの人気テレビ番組に関して、ファンたちが番組に対して、またファン同士の間で、どのように相互作用をもち、反応を示すのかに注意を払っている。
ジェンキンズは、受容のモードにおけるファンたちの特徴的な3つの側面、すなわち、ファンたちが自分の生きた経験の中に領域にテキストを引き寄せていく様態や、ファン・カルチャーの中での再解釈が果たす役割、現に進行する社会的相互作用に番組に関する情報が挿入されていく過程、について検討している。ジェンキンズは、ジェンダーとファン・フィクション、またファンである読者についても検討を加えている。

## 評価
『テキストの密猟者たち』は、ジェンキンズが属する学界の同僚たちから広く好意的に評価されたが、同時に、ファンや、ファン・フィクション、ファン・カルチャーについて、真剣に取り上げるという彼に立場には、疑問も呈された。1993年に『Film Quarterly』誌に発表された書評において、グレッグ・リックマン (Gregg Rickman) は、同書が「間違いなくテレビ研究においてランドマークとなる (Sure to be a landmark in televisual studies)」と述べながら、「私が知る限り、『スタートレック』や『美女と野獣』といった番組のファンたちを真剣に取り上げた初めての業績 (the first work I know of to take the fans of such shows as Star Trek and Beauty and the Beast seriously)」だとした。
1997年にH-Net (Humanities and Social Sciences Online) 上で発表された書評において、アン・コリンズ・スミス (Anne Collins Smith) は、「本書は理論的に複雑で、徹底的に調査された内容を、緊密に組み立てた議論をしている。さらにジェンキンズは、大衆文化研究者として尊敬すべき振る舞いに徹し、ファンのプライバシーの尊重と彼らの声を届けたいとい欲求の間で注意深くバランスをとっている。本書は、メディア研究なりオーディエンス理論に従う全ての者にとって、かけがえのない価値をもったリソースとなるだろう。(This book is theoretically complex, thoroughly researched, and tightly argued. Moreover, Jenkins models admirable behavior for the popular-culture researcher, carefully balancing respect for fans' privacy and a desire to let their voices be heard. This book would be an invaluable resource for anyone working in media studies or audience theory.)」と記した。ただし、この書評の別の箇所で、スミスは、ジェンキンズがファン・カルチャーの特定の側面にもっぱら焦点を当てていることや、彼自身が対象としているファンたちとの間に一定の距離を置き続けていることへの困惑も表明している。
本書は、ファン・カルチャーに関する研究を生み出した、影響力の大きい業績と見なされており、学術的探究の真剣な課題としてこの分野の正当性の確立への支えとなった。ブロンウェン・トーマス (Bronwen Thomas) は、2011年に『テキストの密猟者たち』は、「それ以前のどの業績よりも、「ファン」研究のはっきりした領域の確立に貢献し、その後も決定的なテキストであり続けている (contributed more than any previous study to the establishment of a distinctive sphere of "fan" studies, and it remains a seminal text)」と記した。2017年にフランチェスカ・コッパは、本書を「真の意味で分野を創設し、今日もなお使われている数多くの理論や用語を展開した (real field-founder that lays out many of the theories and terms still in use today)」と述べ、同じ年に発表された、カミーユ・ベーコン＝スミスの『Enterprising Women』や、コンスタンス・ペンリー (Constance Penley) の論文「Feminism, psychoanalysis, and the study of popular culture」よりも、ファンたちの間での評判は良かった、とも述べた。